# Fagridalur
Das Fagridalur ist ein Hochtal und gleichzeitig der Name einer Passstraße in Island. Es liegt im Osten des Landes zwischen den Orten Egilsstaðir und Reyðarfjörður.

## Charakteristika
Die Ringstraße führt südöstlich von Egilsstaðir hier auf eine Passhöhe bis in 350 m hinauf und dann steil hinunter in das Tal des Fjordes Reyðarfjörður. Bis zum November 2017 war diese Strecke noch ein Teil des Norðfjarðarvegur . 
Es handelt sich hier um eine wichtige Verkehrsverbindung, von der alle Orte der Gegend wie Eskifjörður und Neskaupstaður ebenso wie Reyðarfjörður mit dem Aluminiumwerk abhängen. Im Winter oder nach starken Regenfällen kann es allerdings vorkommen, dass die Straße wegen starker Schneefälle, Lawinen- oder Erdrutschgefahr gesperrt ist. Etwa auf der Passhöhe befindet sich eine Nothütte.
Die Straße schlängelt sich zwischen über 1100 m hohen Bergen hindurch.

## Geologie
Wenn man sich dem Reyðarfjörður nähert, kann man außerdem deutlich beobachten, wie hier die Gesteinsschichten schräg liegen. Sie kippen auf einen seit ca. 12 Millionen Jahren erloschenen Zentralvulkan zu.